# زامير (فلم 1975)
زامير (بالهندية: ज़मीर) (بالإنجليزية: Zameer) هو فيلم درامي أكشن هندي صدر عام 1975 من إخراج رافي تشوبرا وإنتاج بي آر تشوبرا لشركة بي آر فيلمز. ومن النجوم شامي كابور، سايرا بانو، أميتاب باتشان، مادان بوري وفينود خانا.  تم تأليف موسيقى الفيلم من قبل سابان تشاكرابورتي. لقد حققت جميع أغاني الفيلم نجاحا كبيرا. كان الفيلم مبنيًا على القصة القصيرة مخادع مزدوج اللون للكاتب أوليفر هنري والتي تم تعديلها سابقًا في عام 1960 باسم بومباي كا بابو بطولة ديف أناند.
حقق الفيلم نجاحًا تجاريًا. 

## حبكة
ماهاراج سينغ هو مالك فخور للعديد من الفحول الفائزة بالديربي، ويعيش في مزرعة فخمة مع زوجته روكميني وابنه الصغير شيمبو. في أحد الأيام، هاجم قطاع الطرق مزرعته بهدف سرقة الفحول، لكن مهراج قاومهم، مما أدى إلى مقتل ابن زعيم قطاع الطرق، مان سينغ. يتعهد مان سينغ بالانتقام لموت ابنه، ويختطف شيمبو. بعد سنوات، يقوم خادم مهراجا، رام سينغ، بإحضار شاب يدعى بادال إلى حياة سينغ، ويخبرهم أنه ابنهم المفقود شيمبو. يشعر كل من ماهاراج وروكميني وابنتهما سونيتا بالسعادة الغامرة لعودة شيمبو إلى حياتهم. ثم يقع بادال وسونيتا في حب بعضهما البعض. ثم يعترف بادال لماهاراج بأنه ليس شيمبو، بل هو سجين سابق مدان، طلب منه رام سينغ الغاضب تقليده. لا يريد مهراجا نقل هذه المعلومات إلى روكميني المريضة، ويقرر إبقاء الأمر سراً لبقية حياتهما. لكن عاجلاً أم آجلاً، من المؤكد أن روكميني ستكتشف - خاصة عندما يُظهر بادال وسونيتا حبهما علناً - هل ستنقذها هذه الصدمة المتمثلة في العلاقة الحميمة بين الأخ والأخت أم أن القدر يخبئ لها شيئًا آخر؟

## الممثلون
- شامي كابور بدور ثاكور مهراج سينغ
- سايرا بانو بدور سميتا سينغ
- أميتاب باتشان بدور بادال سينغ / شيمبو سينغ المزيف
- مادان بوري بدور داكو مان سينغ
- فينود خانا بدور سوراج "تشيمبو" سينغ، ابن داكو مان سينغ بالتبني والابن البيولوجي لثاكور مهراج سينغ (ظهور خاص)
- إندراني موخيرجي في دور روكميني سينغ، زوجة ثاكور مهراج سينغ.
- راميش ديو بدور رامو (خادم ثاكور مهراج سينغ)
- جاغديش راج بدور شيرو

## الموسيقى التصويرية
تم تأليف جميع موسيقى الفيلم من قبل سابان تشاكرابورتي، وجميع الأغاني من تأليف ساهير لوديانفي وراجكافي إندرجيت سينغ تولسي.
| # | عنوان                           | المغني(ون)             | كاتب(ون) كلمات الأغاني     |
| - | ------------------------------- | ---------------------- | -------------------------- |
| 1 | "زينداجي هانسن جين كي ليي هاي"  | كيشور كومار            | ساهر لوديانفي              |
| 2 | "فولون كي ديري هاي"             | كيشور كومار            | ساهر لوديانفي              |
| 3 | "توم بهي تشالو هوم بهي تشالي"   | كيشور كومار، آشا بهوسل | ساهر لوديانفي              |
| 4 | "باد دينون مين خوشي كا دين آيا" | ماهيندرا كابور         | ساهر لوديانفي              |
| 5 | "توم بهي تشالو"                 | كيشور كومار            | ساهر لوديانفي              |
| 6 | "أنكا بانكا تالي تالاكا"        | كيشور كومار، مانا دي   | راجكافي إندرجيت سينغ تولسي |
| 7 | "أب ياهان كوي ناهين"            | كيشور كومار            | ساهر لوديانفي              |

## روابط خارجية
- مقالات تستعمل روابط فنية بلا صلة مع ويكي بيانات